# Mebibyte
O mebibyte (MiB) é uma unidade de medida para armazenamento eletrônico de informação, estabelecida em 1998 pela Comissão Eletrotécnica Internacional (IEC) como:
1 MiB = 220 bytes = 1,048,576 bytes
A palavra mebibyte é composta pelas palavras mebi- + byte. Mebi é o prefixo que corresponde a 1024 kibibytes, em que bi representa binário.

## História
Os computadores utilizam como unidade básica de medida dos dados o bit, tanto para guardar dados como para endereçá-los dinamicamente. Dessa forma, cada posição de memória pode ser indicada por um número que é, no máximo, uma potência de dois exata menos um (veja sistema binário) e, no mínimo zero, sendo que a quantidade total de endereços é uma potência de dois.
Devido à necessidade de indicar a quantidade de memória presente nos computadores, iniciou-se o  hábito de utilizar os prefixos SI tradicionais (k,M,T) para indicar quantidades como quilobyte (KB) e megabyte (MB), porém, com a suposição que, nesses casos, um K equivale a 1024 (210 = 1024) e 1 M equivale a  220 = 1024*1024, e por assim em diante, o que é errado, dado que o prefixo mega corresponde a 1.000.000 de unidades.
Com o tempo, um megabyte, unidade corrente atualmente, passou a significar 1024*1024 Bytes quando se refere a memória de computador. No entanto alguns fabricantes de equipamentos usam os valores correctos para o megabyte, como é o caso dos discos rígidos, dos DVDs, surgindo até outras definições, como o caso das disquetes de "1.44MB" em que 1 MB corresponde a 1024000 bytes.
Ainda mais crítico, as BIOS indicam o tamanho do disco rígido em MB de memória. Isso confunde o utilizador, pois ao comprar um computador com 512MB de memória e 40GB de disco encontrava os 512MB presentes, mas apenas 38GB no disco.
Tendo em vista resolver definitivamente esse problema, outros prefixos foram criados, os prefixos binários. Surgiram então o kibi (210), o mebi (220), o gibi (230), o tebi (240), o pebi (250), etc.